# Grand Prix Stanów Zjednoczonych 2022
Grand Prix Stanów Zjednoczonych 2022, oficjalnie Formula 1 Aramco United States Grand Prix 2022 – dziewiętnasta runda Mistrzostw Świata Formuły 1 w sezonie 2022. Grand Prix odbyło się w dniach 21–23 października 2022 na torze Circuit of the Americas w Austin w stanie Teksas. Wyścig wygrał Max Verstappen (Red Bull), a na podium kolejno stanęli Lewis Hamilton (Mercedes) oraz Charles Leclerc (Ferrari). Po starcie z pole position Carlos Sainz Jr. (Ferrari) nie ukończył wyścigu.

## Lista startowa
Na niebieskim tle kierowcy biorący udział jedynie w piątkowych treningach.
| Nr          | Kierowca           | Zespół                                         | Samochód                          | Silnik                      | Opony |
| ----------- | ------------------ | ---------------------------------------------- | --------------------------------- | --------------------------- | ----- |
| 1           | Max Verstappen     | Oracle Red Bull Racing                         | Red Bull RB18                     | Red Bull RBPTH001 1,6 V6T   | P     |
| 3           | Daniel Ricciardo   | McLaren F1 Team                                | McLaren MCL36                     | Mercedes-AMG F1 M13 1,6 V6T | P     |
| 4           | Lando Norris       | McLaren F1 Team                                | McLaren MCL36                     | Mercedes-AMG F1 M13 1,6 V6T | P     |
| 5           | Sebastian Vettel   | Aston Martin Aramco Cognizant Formula One Team | Aston Martin AMR22                | Mercedes-AMG F1 M13 1,6 V6T | P     |
| 6           | Nicholas Latifi    | Williams Racing                                | Williams FW44                     | Mercedes-AMG F1 M13 1,6 V6T | P     |
| 10          | Pierre Gasly       | Scuderia AlphaTauri                            | AlphaTauri AT03                   | Red Bull RBPTH001 1,6 V6T   | P     |
| 11          | Sergio Pérez       | Oracle Red Bull Racing                         | Red Bull RB18                     | Red Bull RBPTH001 1,6 V6T   | P     |
| 14          | Fernando Alonso    | BWT Alpine F1 Team                             | Alpine A522                       | Renault E-Tech RE22 1,6 V6T | P     |
| 16          | Charles Leclerc    | Scuderia Ferrari                               | Ferrari F1-75                     | Ferrari 066/7 1,6 V6T       | P     |
| 18          | Lance Stroll       | Aston Martin Aramco Cognizant Formula One Team | Aston Martin AMR22                | Mercedes-AMG F1 M13 1,6 V6T | P     |
| 20          | Kevin Magnussen    | Haas F1 Team                                   | Haas VF-22                        | Ferrari 066/7 1,6 V6T       | P     |
| 22          | Yūki Tsunoda       | Scuderia AlphaTauri                            | AlphaTauri AT03                   | Red Bull RBPTH001 1,6 V6T   | P     |
| 23          | Alexander Albon    | Williams Racing                                | Williams FW44                     | Mercedes-AMG F1 M13 1,6 V6T | P     |
| 24          | Zhou Guanyu        | Alfa Romeo F1 Team ORLEN                       | Alfa Romeo C42                    | Ferrari 066/7 1,6 V6T       | P     |
| 28          | Álex Palou         | McLaren F1 Team                                | McLaren MCL36                     | Mercedes-AMG F1 M13 1,6 V6T | P     |
| 31          | Esteban Ocon       | BWT Alpine F1 Team                             | Alpine A522                       | Renault E-Tech RE22 1,6 V6T | P     |
| 39          | Robert Szwarcman   | Scuderia Ferrari                               | Ferrari F1-75                     | Ferrari 066/7 1,6 V6T       | P     |
| 44          | Lewis Hamilton     | Mercedes-AMG Petronas Formula One Team         | Mercedes-AMG F1 W13 E Performance | Mercedes-AMG F1 M13 1,6 V6T | P     |
| 45          | Logan Sargeant     | Williams Racing                                | Williams FW44                     | Mercedes-AMG F1 M13 1,6 V6T | P     |
| 47          | Mick Schumacher    | Haas F1 Team                                   | Haas VF-22                        | Ferrari 066/7 1,6 V6T       | P     |
| 55          | Carlos Sainz Jr.   | Scuderia Ferrari                               | Ferrari F1-75                     | Ferrari 066/7 1,6 V6T       | P     |
| 63          | George Russell     | Mercedes-AMG Petronas Formula One Team         | Mercedes-AMG F1 W13 E Performance | Mercedes-AMG F1 M13 1,6 V6T | P     |
| 77          | Valtteri Bottas    | Alfa Romeo F1 Team ORLEN                       | Alfa Romeo C42                    | Ferrari 066/7 1,6 V6T       | P     |
| 98          | Théo Pourchaire    | Alfa Romeo F1 Team ORLEN                       | Alfa Romeo C42                    | Ferrari 066/7 1,6 V6T       | P     |
| 99          | Antonio Giovinazzi | Haas F1 Team                                   | Haas VF-22                        | Ferrari 066/7 1,6 V6T       | P     |
| Źródło: FIA |                    |                                                |                                   |                             |       |

## Wyniki

### Zwycięzcy sesji treningowych
| Sesja       | Nr | Kierowca         | Konstruktor | Czas     | Okr. |
| ----------- | -- | ---------------- | ----------- | -------- | ---- |
| 1           | 55 | Carlos Sainz Jr. | Ferrari     | 1:36,857 | 19   |
| 2           | 16 | Charles Leclerc  | Ferrari     | 1:36,810 | 37   |
| 3           | 1  | Max Verstappen   | Red Bull    | 1:35,825 | 22   |
| Źródło: FIA |    |                  |             |          |      |

### Kwalifikacje
| P                    | Nr | Kierowca         | Konstruktor                  | Czasy w kwalifikacjach | Czasy w kwalifikacjach | Czasy w kwalifikacjach | Poz. s. |
| P                    | Nr | Kierowca         | Konstruktor                  | Q1                     | Q2                     | Q3                     | Poz. s. |
| -------------------- | -- | ---------------- | ---------------------------- | ---------------------- | ---------------------- | ---------------------- | ------- |
| 1                    | 55 | Carlos Sainz Jr. | Ferrari                      | 1:35,297               | 1:35,590               | 1:34,356               | 1       |
| 2                    | 16 | Charles Leclerc  | Ferrari                      | 1:35,795               | 1:35,246               | 1:34,421               | 12      |
| 3                    | 1  | Max Verstappen   | Red Bull Racing-RBPT         | 1:35,864               | 1:35,294               | 1:34,448               | 2       |
| 4                    | 11 | Sergio Pérez     | Red Bull Racing-RBPT         | 1:36,163               | 1:35,864               | 1:34,645               | 9       |
| 5                    | 44 | Lewis Hamilton   | Mercedes                     | 1:36,148               | 1:35,732               | 1:34,947               | 3       |
| 6                    | 63 | George Russell   | Mercedes                     | 1:36,195               | 1:35,692               | 1:34,988               | 4       |
| 7                    | 18 | Lance Stroll     | Aston Martin Aramco-Mercedes | 1:36,860               | 1:36,032               | 1:35,598               | 5       |
| 8                    | 4  | Lando Norris     | McLaren-Mercedes             | 1:36,465               | 1:36,341               | 1:35,690               | 6       |
| 9                    | 14 | Fernando Alonso  | Alpine-Renault               | 1:36,446               | 1:35,988               | 1:35,876               | 14      |
| 10                   | 77 | Valtteri Bottas  | Alfa Romeo-Ferrari           | 1:36,746               | 1:36,321               | 1:36,319               | 7       |
| 11                   | 23 | Alexander Albon  | Williams-Mercedes            | 1:36,932               | 1:36,368               |                        | 8       |
| 12                   | 5  | Sebastian Vettel | Aston Martin Aramco-Mercedes | 1:36,695               | 1:36,398               |                        | 10      |
| 13                   | 10 | Pierre Gasly     | AlphaTauri-RBPT              | 1:36,577               | 1:36,740               |                        | 11      |
| 14                   | 24 | Zhou Guanyu      | Alfa Romeo-Ferrari           | 1:36,656               | 1:36,970               |                        | 18      |
| 15                   | 22 | Yūki Tsunoda     | AlphaTauri-RBPT              | 1:36,808               | 1:37,147               |                        | 19      |
| 16                   | 20 | Kevin Magnussen  | Haas-Ferrari                 | 1:36,949               |                        |                        | 13      |
| 17                   | 3  | Daniel Ricciardo | McLaren-Mercedes             | 1:37,046               |                        |                        | 15      |
| 18                   | 31 | Esteban Ocon     | Alpine-Renault               | 1:37,068               |                        |                        | PL      |
| 19                   | 47 | Mick Schumacher  | Haas-Ferrari                 | 1:37,111               |                        |                        | 16      |
| 20                   | 6  | Nicholas Latifi  | Williams-Mercedes            | 1:37,244               |                        |                        | 17      |
| 107% czasu: 1:41,968 |    |                  |                              |                        |                        |                        |         |
| Źródło: FIA          |    |                  |                              |                        |                        |                        |         |

Uwagi
1. ↑  Charles Leclerc otrzymał karę cofnięcia o 10 pozycji za przekroczenie limitu wymiany dwóch części jednostki napędowej[6].
2. ↑  Sergio Pérez otrzymał karę cofnięcia o 5 pozycji za przekroczenie limitu wymiany części jednostki napędowej[7].
3. ↑  Fernando Alonso otrzymał karę cofnięcia o 5 pozycji za przekroczenie limitu wymiany części jednostki napędowej[8].
4. ↑  Zhou Guanyu otrzymał karę cofnięcia o 5 pozycji za przekroczenie limitu wymiany części jednostki napędowej[9].
5. ↑  Yūki Tsunoda otrzymał karę cofnięcia o 5 pozycji za wymianę układu napędowego skrzyni biegów[10].
6. ↑  Esteban Ocon został zmuszony do startu z alei serwisowej za wymianę części jednostki napędowej pod zasadą parku zamkniętego[11].

### Wyścig
| P           | Nr | Kierowca         | Konstruktor                  | Okr. | Czas                       | Start | +/−       | Punkty |
| ----------- | -- | ---------------- | ---------------------------- | ---- | -------------------------- | ----- | --------- | ------ |
| 1           | 1  | Max Verstappen   | Red Bull Racing-RBPT         | 56   | 1:42:11,687                | 2     | 1         | 25     |
| 2           | 44 | Lewis Hamilton   | Mercedes                     | 56   | +5,023                     | 3     | 1         | 18     |
| 3           | 16 | Charles Leclerc  | Ferrari                      | 56   | +7,501                     | 12    | 9         | 15     |
| 4           | 11 | Sergio Pérez     | Red Bull Racing-RBPT         | 56   | +8,293                     | 9     | 5         | 12     |
| 5           | 63 | George Russell   | Mercedes                     | 56   | +44,815                    | 4     | 1         | 10+1   |
| 6           | 4  | Lando Norris     | McLaren-Mercedes             | 56   | +53,785                    | 6     | Bez zmian | 8      |
| 7           | 14 | Fernando Alonso  | Alpine-Renault               | 56   | +55,078                    | 14    | 7         | 6      |
| 8           | 5  | Sebastian Vettel | Aston Martin Aramco-Mercedes | 56   | +1:05,354                  | 10    | 2         | 4      |
| 9           | 20 | Kevin Magnussen  | Haas-Ferrari                 | 56   | +1:05,834                  | 13    | 4         | 2      |
| 10          | 22 | Yūki Tsunoda     | AlphaTauri-RBPT              | 56   | +1:10,919                  | 19    | 9         | 1      |
| 11          | 31 | Esteban Ocon     | Alpine-Renault               | 56   | +1:12,875                  | PL    | 9         |        |
| 12          | 24 | Zhou Guanyu      | Alfa Romeo-Ferrari           | 56   | +1:16,164                  | 18    | 6         |        |
| 13          | 23 | Alexander Albon  | Williams-Mercedes            | 56   | +1:20,075                  | 8     | 5         |        |
| 14          | 10 | Pierre Gasly     | AlphaTauri-RBPT              | 56   | +1:21,763                  | 11    | 3         |        |
| 15          | 47 | Mick Schumacher  | Haas-Ferrari                 | 56   | +1:24,490                  | 16    | 1         |        |
| 16          | 3  | Daniel Ricciardo | McLaren-Mercedes             | 56   | +1:30,487                  | 15    | 1         |        |
| 17          | 6  | Nicholas Latifi  | Williams-Mercedes            | 56   | +1:43,588                  | 17    | Bez zmian |        |
| NS          | 18 | Lance Stroll     | Aston Martin Aramco-Mercedes | 21   | NU (kolizja)               | 5     |           |        |
| NS          | 77 | Valtteri Bottas  | Alfa Romeo-Ferrari           | 16   | NU (obrócenie)             | 5     |           |        |
| NS          | 55 | Carlos Sainz Jr. | Ferrari                      | 1    | NU (uszkodzenia kolizyjne) | 1     |           |        |
| Źródło: FIA |    |                  |                              |      |                            |       |           |        |

Uwagi
1. ↑  Dodatkowy 1 punkt jest przyznawany kierowcy, który ustanowił najszybsze okrążenie w wyścigu, pod warunkiem, że ukończył wyścig w pierwszej 10.
2. ↑  Fernando Alonso ukończył wyścig na siódmym miejscu, lecz po złożeniu przez zespół Haas protestu, otrzymał karę 10 sekund stop-and-go zamienionych na 30 sekund doliczonych do uzyskanego czasu za naruszenie przepisów technicznych[14]. Po złożeniu protestu przez Alpine, 28 października kara nałożona na Alonso została unieważniona i powrócił na swoją pierwotną siódmą pozycję[15].
3. ↑  Alexander Albon ukończył wyścig na trzynastym miejscu, lecz otrzymał karę 5 sekund doliczonych do uzyskanego czasu za opuszczenie toru i zyskanie przewagi[16].
4. ↑  Pierre Gasly ukończył wyścig na jedenastym miejscu, lecz otrzymał karę 10 sekund doliczonych do uzyskanego czasu za nieodbycie kary w wyniku naruszenia samochodu bezpieczeństwa[17].
5. ↑  Mick Schumacher ukończył wyścig na piętnastym miejscu, lecz otrzymał karę 5 sekund doliczonych do uzyskanego czasu za przekraczanie limitów toru[18].
6. ↑  Nicholas Latifi otrzymał karę 5 sekund doliczonych do uzyskanego czasu za spowodowanie kolizji z Mickiem Schumacherem, ale nie wpłynęło to na jego pozycję końcową[19].

### Najszybsze okrążenie
| Nr          | Kierowca       | Konstruktor | Czas     | Okr. |
| ----------- | -------------- | ----------- | -------- | ---- |
| 63          | George Russell | Mercedes    | 1:38,788 | 56   |
| Źródło: FIA |                |             |          |      |

### Prowadzenie w wyścigu
| Nr                              | Kierowca         | Konstruktor  | Okrążenia                 | Suma |
| ------------------------------- | ---------------- | ------------ | ------------------------- | ---- |
| 1                               | Max Verstappen   | Red Bull     | 1–13, 14–17, 19–35, 50–56 | 40   |
| 11                              | Sergio Pérez     | Red Bull     | 14, 36–38                 | 4    |
| 16                              | Charles Leclerc  | Ferrari      | 18                        | 1    |
| 5                               | Sebastian Vettel | Aston Martin | 39–40                     | 2    |
| 44                              | Lewis Hamilton   | Mercedes     | 41–49                     | 9    |
| \| Wykres \| \| ------ \| \| \| |                  |              |                           |      |
| Źródło: FIA                     |                  |              |                           |      |
| Wykres                          |                  |              |                           |      |
|                                 |                  |              |                           |      |

## Klasyfikacja po wyścigu

### Kierowcy
Źródło: FIA
| P  | +/− | Kierowca         | Starty | Punkty | P1 | P2 | P3 | PP | NO | NS |
| -- | --- | ---------------- | ------ | ------ | -- | -- | -- | -- | -- | -- |
| 1  | 0   | Max Verstappen   | 19     | 391    | 13 | 1  | 1  | 5  | 5  | 1  |
| 2  | 0   | Sergio Pérez     | 19     | 267    | 2  | 7  | –  | 1  | 3  | 2  |
| 3  | 0   | Charles Leclerc  | 19     | 265    | 3  | 4  | 3  | 9  | 3  | 3  |
| 4  | 0   | George Russell   | 19     | 218    | –  | 1  | 6  | 1  | 1  | 1  |
| 5  | 0   | Carlos Sainz Jr. | 19     | 202    | 1  | 3  | 4  | 2  | 3  | 6  |
| 6  | 0   | Lewis Hamilton   | 19     | 198    | –  | 3  | 4  | –  | 2  | 1  |
| 7  | 0   | Lando Norris     | 19     | 109    | –  | –  | 1  | –  | 1  | 1  |
| 8  | 0   | Esteban Ocon     | 19     | 78     | –  | –  | –  | –  | –  | 2  |
| 9  | 0   | Fernando Alonso  | 19     | 71     | –  | –  | –  | –  | –  | 4  |
| 10 | 0   | Valtteri Bottas  | 19     | 46     | –  | –  | –  | –  | –  | 5  |
| 11 | 0   | Sebastian Vettel | 17     | 36     | –  | –  | –  | –  | –  | 2  |
| 12 | 0   | Daniel Ricciardo | 19     | 29     | –  | –  | –  | –  | –  | 2  |
| 13 | +1  | Kevin Magnussen  | 19     | 24     | –  | –  | –  | –  | –  | 3  |
| 14 | −1  | Pierre Gasly     | 19     | 23     | –  | –  | –  | –  | –  | 3  |
| 15 | 0   | Lance Stroll     | 19     | 13     | –  | –  | –  | –  | –  | 2  |
| 16 | 0   | Mick Schumacher  | 19     | 12     | –  | –  | –  | –  | –  | 3  |
| 17 | 0   | Yūki Tsunoda     | 19     | 12     | –  | –  | –  | –  | –  | 5  |
| 18 | 0   | Zhou Guanyu      | 19     | 6      | –  | –  | –  | –  | 1  | 5  |
| 19 | 0   | Alexander Albon  | 18     | 4      | –  | –  | –  | –  | –  | 3  |
| 20 | 0   | Nicholas Latifi  | 19     | 2      | –  | –  | –  | –  | –  | 5  |
| 21 | 0   | Nyck de Vries    | 1      | 2      | –  | –  | –  | –  | –  | –  |
| 22 | 0   | Nico Hülkenberg  | 2      | 0      | –  | –  | –  | –  | –  | –  |
| P  | +/− | Kierowca         | Starty | Punkty | P1 | P2 | P3 | PP | NO | NS |

### Konstruktorzy
Źródło: FIA
| P  | +/− | Konstruktor                  | Starty | Punkty | P1 | P2 | P3 | PP | NO | NS |
| -- | --- | ---------------------------- | ------ | ------ | -- | -- | -- | -- | -- | -- |
| 1  | 0   | Red Bull Racing-RBPT         | 38     | 656    | 15 | 8  | 1  | 7  | 8  | 3  |
| 2  | 0   | Ferrari                      | 38     | 469    | 4  | 7  | 6  | 12 | 5  | 9  |
| 3  | 0   | Mercedes                     | 38     | 416    | –  | 4  | 10 | 1  | 4  | 2  |
| 4  | 0   | Alpine-Renault               | 38     | 149    | –  | –  | –  | –  | –  | 6  |
| 5  | 0   | McLaren-Mercedes             | 38     | 138    | –  | –  | 1  | –  | 1  | 3  |
| 6  | 0   | Alfa Romeo Racing-Ferrari    | 38     | 52     | –  | –  | –  | –  | 1  | 10 |
| 7  | 0   | Aston Martin Aramco-Mercedes | 38     | 49     | –  | –  | –  | –  | –  | 4  |
| 8  | 0   | Haas-Ferrari                 | 38     | 36     | –  | –  | –  | –  | –  | 6  |
| 9  | 0   | Scuderia AlphaTauri-RBPT     | 38     | 35     | –  | –  | –  | –  | –  | 8  |
| 10 | 0   | Williams-Mercedes            | 38     | 8      | –  | –  | –  | –  | –  | 8  |
| P  | +/− | Konstruktor                  | Starty | Punkty | P1 | P2 | P3 | PP | NO | NS |